# 검찰측의 죄인
《검찰측의 죄인》(検察側の罪人)은 시즈쿠이 슈스케의 일본 소설이다. 2012년 9월호(301호)부터 2013년 9월호(307호)까지 연재되었으며 2013년 9월 문예 춘추에서 단행본이 출간되었다.

## 영화
《검찰측의 죄인》(検察側の罪人, Kensatsu gawa no zainin)은 일본에서 제작된 하라다 마사토 감독의 2018년 미스터리 영화이다. 기무라 타쿠야 등이 주연으로 출연하였다.

## 출연

### 주연
- 기무라 타쿠야
- 니노미야 카즈나리
- 요시타카 유리코
- 히라 타케히로

### 조연
- 오오쿠라 코지
- 야시마 노리토

## 기타
- 원작자: 시즈쿠이 슈스케